# Conolophus
Conolophus és un gèneres de sauròpsids (rèptils) escatosos de la família dels iguànids, que inclou tres espècies d'iguanes emblemàtiques de les illes Galápagos.
Són animals estretament emparentats amb les iguanes del Carib. Assoleixen una longitud de 110 cm. Són vegetarianes, alimentant-se de cactus endèmics, fulles d'arbusts i ocasionalment de flors. Són ovípares i posen entre 3 i 12 ous.
El gènere Conolophus inclou tres espècies:
- Conolophus pallidus Heller, 1903 - Santa Fe
- Conolophus subcristatus (Gray, 1831) - Santiago, Santa Cruz, Isabela, Fernandina, Baltra, Seymour del Nord, Seymour del Sud, Plaza Sud

- Conolophus marthae Gentile & Snell 2009 - Isabela